# Departamento de Salud y Asistencia Social
El Departamento de Salud y Asistencia Social (conocido como Department of Health o DHSC) es un departamento ejecutivo del Gobierno del Reino Unido encargado de los asuntos de la Salud y de la Asistencia Social. Desde 2023 está dirigido por la secretaria de Estado de Salud, Victoria Atkins

## Historia
El Departamento de Salud fue creado en 1988, por la « orden de transferencia de las funciones » (Transfer of Functions Order) desde el antiguo DHSS (Department of Health and Social Security) que fue escindido en dos departamentos ministeriales (en lo sucesivo, el Departamento de Seguridad Social, que se disolverá a su vez en 2001; y el Departamento de Trabajo y de las Pensiones).

## Misiones
Es responsable de la gobernanza del Servicio Nacional de Salud de Inglaterra National Health Service (NHS).

## Dirección
El equipo ministerial del DHSC actual está constituido por los siguientes organismos:
- Secretario de Estado de Salud y Asistencia Social : Victoria Atkins, MP
  - Ministro de Estado de Salud : Andrew Stephenson, MP
  - Ministro de Estado de Asuntos Sociales : Helen Whately, MP
    - Subsecretario de Estado Parlamentario de Salud y Servicios Sociales : Maria Caulfield, MP
    - Subsecretario de Estado Parlamentario de Salud y Servicios Sociales : Andrea Leadsom, MP
    - Subsecretario de Estado Parlamentario de Salud : Barón Nick Markham, MP

- Secretario permanente : Sir Chris Wormald

## Organismos independientes
El Departamento de Salud cuenta con un intendente y supervisa 15 organismos independientes.

### Agencias Ejecutivas
El Departamento supervisa dos agencias ejecutivas:
- Medicines and Healthcare products Regulatory Agency (MHRA).
- Public Health England

### Agencias independientes
El Departamento supervisa siete Agencias independientes (No-departmental public body, NDPB):
- National Institute for Health and Care Excellence NICE, anteriormente NIZA.
- NHS England
- Monitor (NHS)
- Human Fertilisation and Embryology Authority
- Human Tissue Authority
- Health and Social Care Information Centre
- Care Quality Commission-CQC

### Autoridades de Salud Específica (Special Health Authorities)
El Departamto tiene seis NHS Special Health Authority:
- Health Education England
- Health Research Authority
- NHS Blood and Transplant
- NHS Business Services Authority
- NHS Litigation Authority
- NHS Trust Development Authority